# Pensa

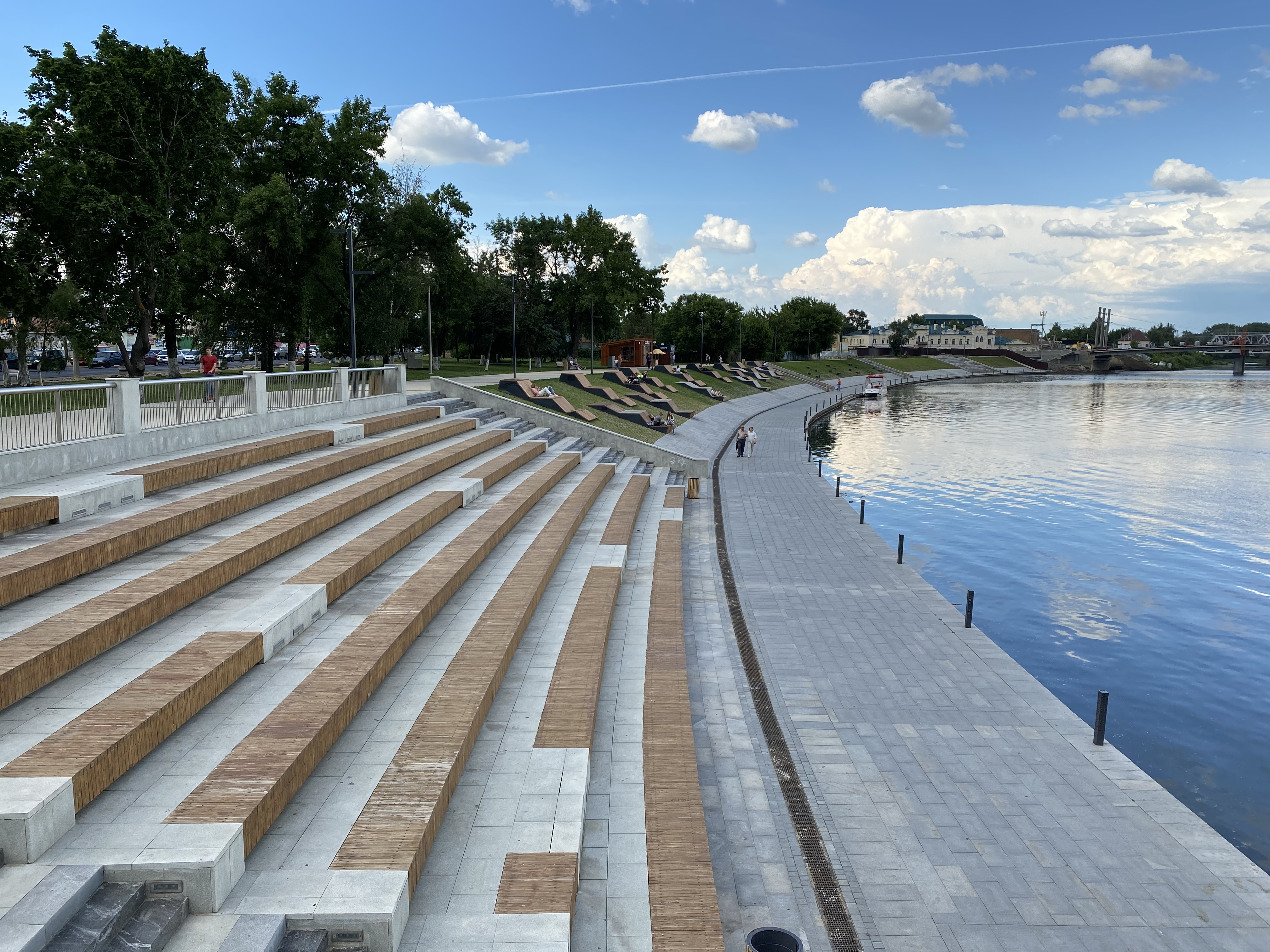
Uferpromenade im Stadtzentrum

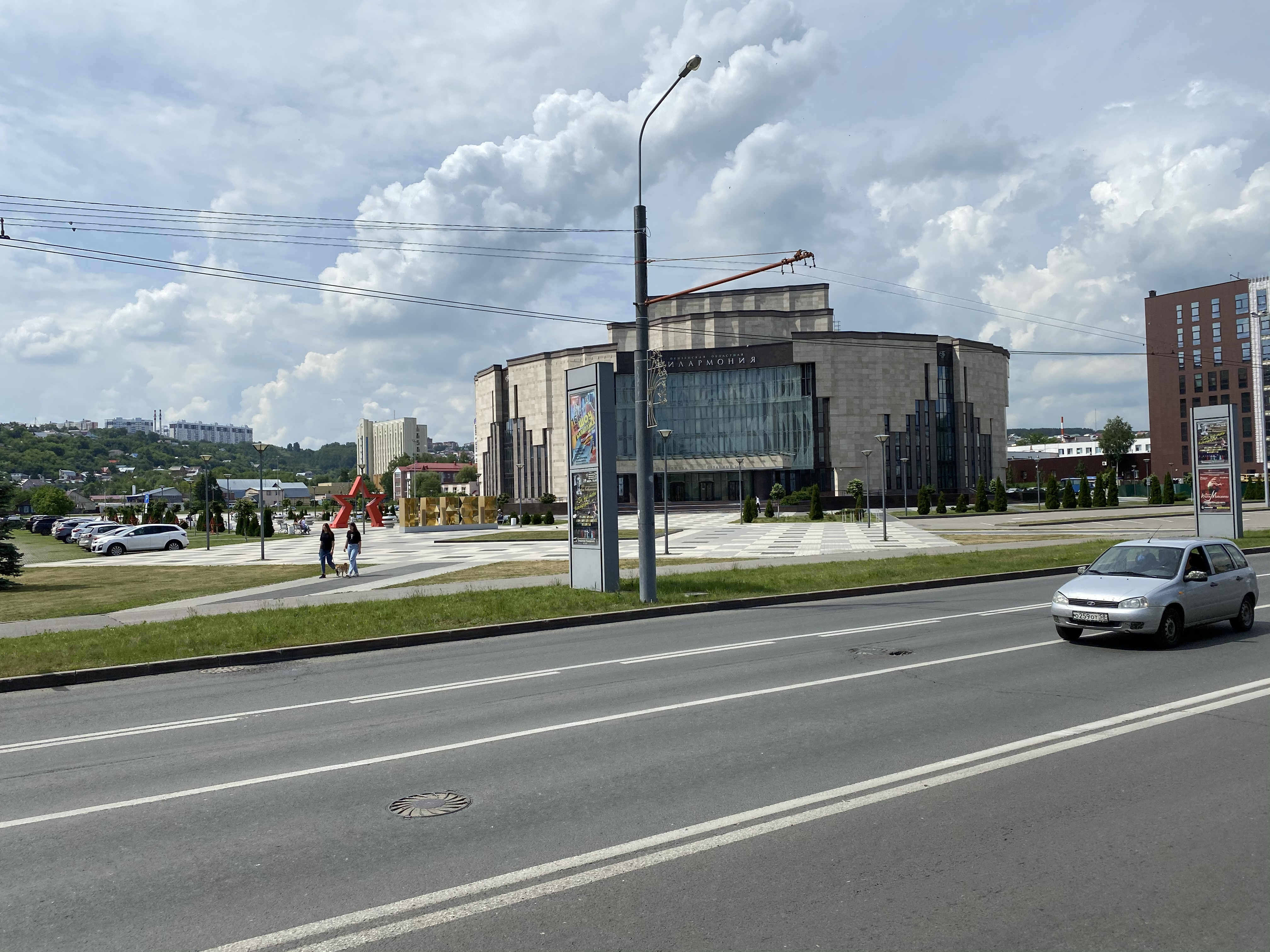
Philharmonie im Zentrum

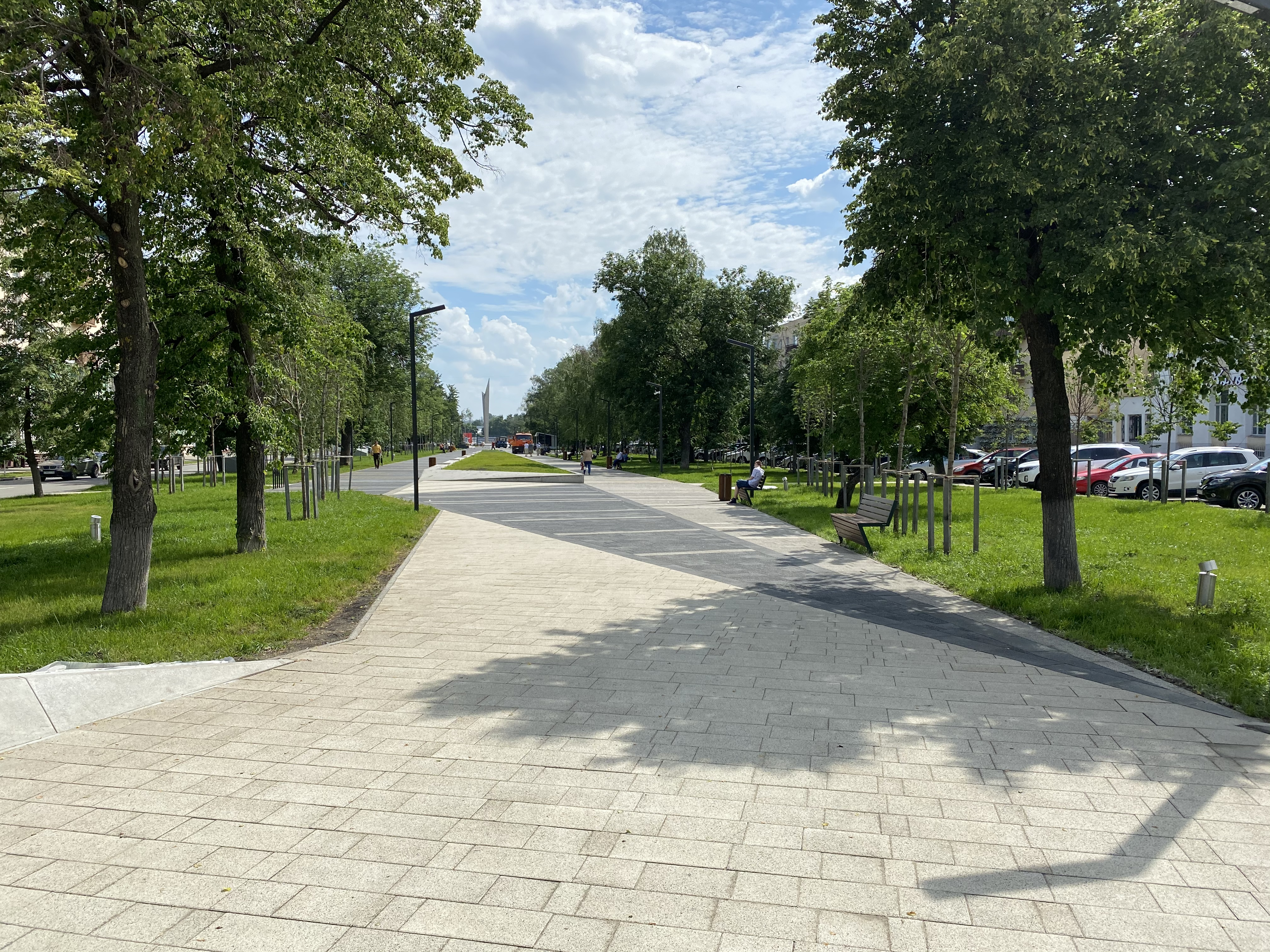
Fußgängerzone im Zentrum

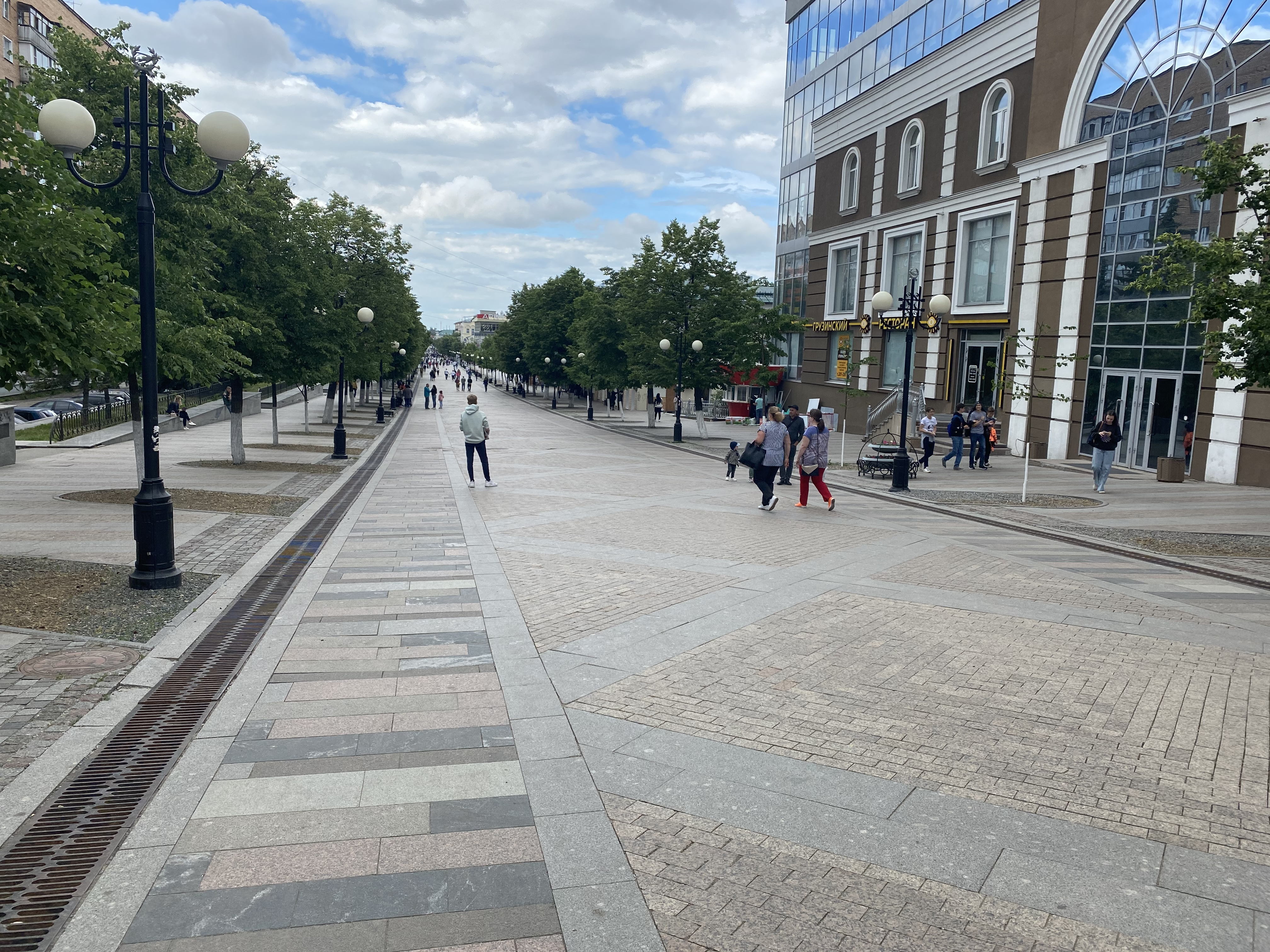
Fußgängerzone 2

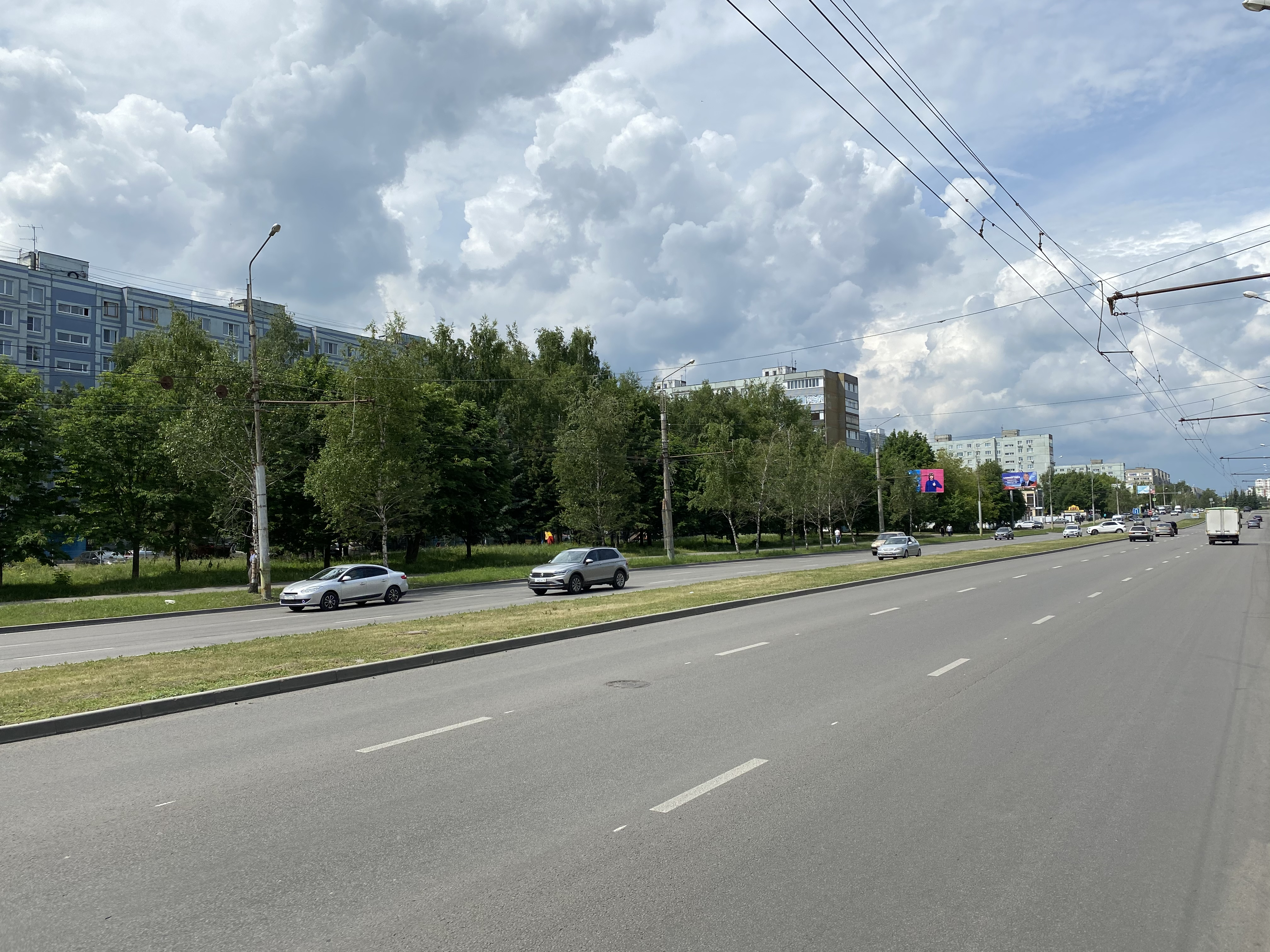
Prospekt Stroiteley

Pensa (russisch Пе́нза, wissenschaftliche Transliteration: Penza) ist eine russische Stadt  etwa 550 Kilometer Luftlinie südöstlich von Moskau am Fluss Sura. Sie ist mit 517.311 Einwohnern (Stand 14. Oktober 2010) die größte Stadt in der Oblast Pensa und deren Verwaltungszentrum.

## Geschichte
Pensa wurde im Jahre 1663 als Teil der Befestigung zur Sicherung des Russischen Reiches an der südöstlichen Grenze gegen die Angriffe der Krimtataren per Ukas des Zaren Alexei Michailowitsch gegründet. 1716 wurde Pensa Provinzhauptstadt innerhalb des Gouvernements Kasan und 1796 später Hauptstadt des Gouvernements Pensa. 1874 wurde die Stadt an das russische Eisenbahnnetz angeschlossen.
Nach der Oktoberrevolution von 1917 begann der Russische Bürgerkrieg, in dessen Verlauf Pensa am 29. Mai 1918 von Truppen der auf der Seite der Komutsch (Komitee der Mitglieder der konstituierenden Versammlung) stehenden Tschechoslowakischen Legionen unter Stanislav Čeček eingenommen wurde. Nach zwei Tagen zogen sie weiter, somit erhielt die Rote Armee die Kontrolle über die Stadt zurück.
Als am 7. Februar 1939 durch Abspaltung der Oblast Tambow die Oblast Pensa entstand, wurde die Stadt zu deren administrativem Zentrum bestimmt.
Von 1945 bis 1947 bestanden in der Stadt die Kriegsgefangenenlager Nummer 161 und 399 für deutsche Kriegsgefangene.

### Bevölkerungsentwicklung
| Jahr | Einwohner |
| ---- | --------- |
| 1897 | 059.981   |
| 1939 | 159.776   |
| 1959 | 255.481   |
| 1970 | 373.650   |
| 1979 | 482.916   |
| 1989 | 542.612   |
| 2002 | 518.025   |
| 2010 | 517.311   |

Anmerkung: Volkszählungsdaten

## Verkehr
Die Stadt ist ein wichtiger Eisenbahnknotenpunkt mit fünf Bahnhöfen (die wichtigsten sind der Hauptbahnhof Pensa I und der Rangierbahnhof Pensa V) und verfügt über den Flughafen Pensa, der seit 2004 wieder für den zivilen Verkehr geöffnet ist. Pensa liegt an der Fernstraße M5, die ein Teil der Europastraße 30 ist. Die Stadt ist über die Fernstraße R158 mit Nischni Nowgorod, Saransk und Saratow verbunden. Gleichzeitig ist sie Endpunkt der R208, die in östlicher Richtung aus Tambow führt.

## Wirtschaft
Die deutsche Felix Schoeller Gruppe betreibt in der Stadt die Papierfabrik Mayak-Technocell. In Pensa wurden zwischen 1956 und 1964 die historisch bedeutenden Computer der Sowjetunion vom Typ Ural gefertigt.

## Sonstiges
Siebzehn Kilometer südöstlich von Pensa befindet sich das Chemiewaffenlager Leonidowka, in dem fast 7000 t Nervengas lagern. Ab dem Zweiten Weltkrieg diente die Gegend immer wieder als regionale, aber auch internationale Drehscheibe im Chemiewaffengeschäft. Bereits 1993 ergaben Bodenproben eine massive Überschreitung der Grenzwerte von Arsen und Dioxinen. 2001 wurde mit der Sanierung des verseuchten Umlandes begonnen.
Der Asteroid des äußeren Hauptgürtels (3189) Penza ist nach der Stadt benannt.

## Stadtgliederung

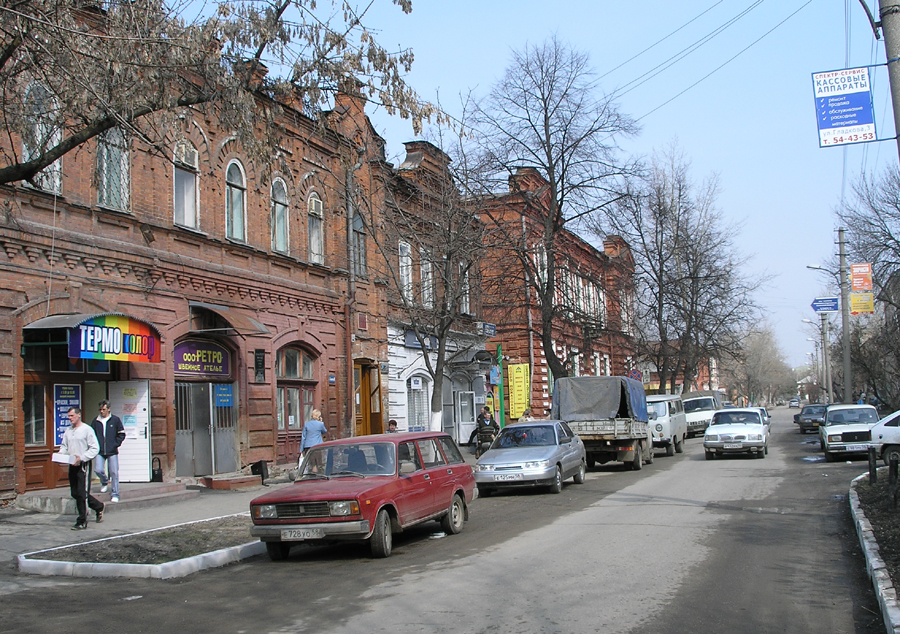
Eine Straße im Stadtzentrum von Pensa

Die Stadt besteht aus vier Stadtrajons:
- Железнодорожный район (Eisenbahn-Stadtbezirk)
- Ленинский район (Lenin-Stadtbezirk)
- Октябрьский район (Oktober-Stadtbezirk)
- Первомайский район (Erster-Mai-Stadtbezirk)

## Weiterführende Bildungseinrichtungen
- Fakultät des Allrussischen Ferninstituts für Finanzen und Ökonomie
- Filiale der Internationalen Unabhängigen Ökologisch-Politologischen Universität
- Filiale der Öffentlichen Sozialuniversität Moskau
- Staatliche Landwirtschaftliche Akademie Pensa
- Staatliche Pädagogische Universität Pensa
- Staatliche Universität Pensa
- Staatliche Universität für Architektur und Bauwesen Pensa
- Technisches Artillerieinstitut Pensa (ПВАИУ: Пензенское Высшее Артиллерийское Инженерное ордена Красной Звезды Училище имени Главного маршала артиллерии Н. Н. Воронова – Pensaer Artillerieingenieurhochschule „N. N. Woronow“, ausgezeichnet mit dem Orden „Roter Stern“)
- Sawizki-Kunstfachschule Pensa
- Staatliche Technologische Universität Pensa[5]

## Sehenswürdigkeiten
Das Planetarium von Pensa befindet sich im Stadtpark und gilt als lokal bedeutsames historisches und kulturelles Monument, das bereits im Jahre 1954 in einer älteren hydrometeorologischen Einrichtung installiert wurde.

## Sport
Der Eishockeyverein HK Disel Pensa nimmt am Spielbetrieb der zweithöchsten russischen Spielklasse teil. Im Fußball ist die Stadt durch den Verein FK Zenit Pensa vertreten. In Pensa ist die Rugbymannschaft Imperija Pensa beheimatet. Von 2006 bis 2012 fand in Pensa ein jährlich ausgetragenes Tennisturnier Penza Cup statt.

## Städtepartnerschaften
Pensa listet folgende zwölf Partnerstädte auf:
| Stadt        | Land                             | seit |
| ------------ | -------------------------------- | ---- |
| Alba         | Piemont, Italien                 | 2012 |
| Békéscsaba   | Südliche Große Tiefebene, Ungarn | 1970 |
| Bordighera   | Ligurien, Italien                |      |
| Busan        | Südkorea                         | 2006 |
| Julienne     | Nouvelle-Aquitaine, Frankreich   | 2007 |
| Lanzhou      | Gansu, Volksrepublik China       |      |
| Mahiljou     | Belarus                          | 2009 |
| Omsk         | Sibirien, Russland               | 2010 |
| Ramat Gan    | Tel Aviv, Israel                 | 2007 |
| Tambow       | Zentralrussland, Russland        | 2004 |
| Tscheboksary | Tschuwaschien, Russland          | 2007 |
| Yibin        | Sichuan, Volksrepublik China     |      |

## Persönlichkeiten

### Söhne und Töchter der Stadt
- Alexei Chowanski (1814–1899), Verleger der ersten russischen sprachwissenschaftlichen Zeitschrift Philologische Notizen
- Nikolai Taganzew (1843–1923), Jurist und Hochschullehrer
- Wsewolod Meyerhold (1874–1940), Regisseur und Schauspieler
- Nikolai Awksentjew (1878–1943), Sozialrevolutionär und Politiker
- Waldemar Hartmann (1888–1942), deutschbaltischer Kunsthistoriker und Sachbearbeiter in der Dienststelle Rosenberg
- Wsewolod Pudowkin (1893–1953), Filmregisseur und Schauspieler
- Sinaida Iwanowa (1897–1979), Bildhauerin und Hochschullehrerin
- Pjotr Dolgow (1920–1962), Luftwaffenoffizier, Fallschirmspringer und Raumfahrtpionier
- Larissa Kronberg (1929–2017), Schauspielerin und Agentin
- Juri Popow (* 1929), Physiker und Hochschullehrer
- Alexander Melentjew (1954–2015), Sportschütze
- Juri Schundrow (1956–2018), russisch-ukrainischer Eishockeytorwart und -trainer
- Alexei Wdowin (1963–2022), Wasserballspieler
- Igor Ossinkin (* 1965), Fußballspieler und -trainer
- Alexander Samokutjajew (* 1970), Kosmonaut
- Witali Atjuschow (* 1979), Eishockeyspieler
- Michael Neumeister (* 1985), deutscher Volleyballspieler
- Denis Abljasin (* 1992), Turner
- Bogdan Bobrow (* 1997), Tennisspieler

### Personen, die in Pensa lebten und wirkten
- Franz Anton Egetmeyer (1760–1818), deutscher Schneider; wurde wegen seiner Aufnahme von Kriegsgefangenen literarisch bekannt
- Aristarch Lentulow (1882–1943), Maler, Bühnenbildner und Pädagoge; studierte Malerei an der Kunsthochschule in Pensa
- Andreï Makine (* 1957), französischer Schriftsteller; wuchs in Pensa auf
- Egor Kreed (* 1994), russischer Sänger; geboren in Pensa

## Klimatabelle
|                       | Jan   | Feb   | Mär  | Apr  | Mai  | Jun  | Jul  | Aug  | Sep  | Okt | Nov  | Dez   |   |     |
| Mittl. Tagesmax. (°C) | −6,9  | −5,8  | 0,3  | 11,9 | 21,2 | 24,4 | 25,7 | 23,7 | 17,6 | 8,9 | 0,4  | −4,3  | ⌀ | 9,8 |
| Mittl. Tagesmin. (°C) | −13,9 | −13,5 | −7,1 | 1,7  | 8,1  | 12,5 | 14,2 | 11,9 | 7,1  | 1,3 | −4,4 | −10,4 | ⌀ | 0,7 |
|                       |       |       |      |      |      |      |      |      |      |     |      |       |   |     |
| Niederschlag (mm)     | 41    | 29    | 32   | 36   | 41   | 62   | 67   | 56   | 53   | 49  | 52   | 45    | Σ | 563 |
|                       |       |       |      |      |      |      |      |      |      |     |      |       |   |     |
| Regentage (d)         | 9     | 7     | 7    | 7    | 8    | 9    | 9    | 8    | 8    | 9   | 10   | 10    | Σ | 101 |

| −13,9 |

| −13,5 |

| −7,1 |

| 1,7 |

| 8,1 |

| 12,5 |

| 14,2 |

| 11,9 |

| 7,1 |

| 1,3 |

| −4,4 |

| −10,4 |

| −13,9 |

| −13,5 |

| −7,1 |

| 1,7 |

| 8,1 |

| 12,5 |

| 14,2 |

| 11,9 |

| 7,1 |

| 1,3 |

| −4,4 |

| −10,4 |